# Ctenopteris
Ctenopteris es un género de helechos perteneciente a la familia  Polypodiaceae.

## Taxonomía
Ctenopteris fue descrito por Blume ex Kunze y publicado en Botanische Zeitung (Berlin) 4: 425. 1846. La especie tipo es: Ctenopteris venulosa (Blume) Kunze.

## Especies
- Ctenopteris alboglandulosa (Bonap.) Tardieu
- Ctenopteris antioquiana (Baker) Copel.
- Ctenopteris cryptosora (C. Chr.) Lellinger
- Ctenopteris curtisii (Baker) Copel.
- Ctenopteris deltodon (Baker) Tardieu
- Ctenopteris devoluta (Baker) Tardieu
- Ctenopteris elastica (Bory ex Willd.) Copel.
- Ctenopteris excaudata (Bonap.) Tardieu
- Ctenopteris flabelliformis (Poir.) J. Sm.
- Ctenopteris forsythiana (Baker) Tardieu
- Ctenopteris glaziovii (Baker) Copel.
- Ctenopteris humbertii (C. Chr.) Tardieu
- Ctenopteris lasiostipes (Mett.) Brownlie
- Ctenopteris mollicoma (Nees & Blume) Kunze
- Ctenopteris moultonii (Copel.) C. Chr. & Tardieu
- Ctenopteris pycnophylla (C. Chr.) Copel.
- Ctenopteris torulosa (Baker) Tardieu
- Ctenopteris venulosa (Blume) Kunze
- Ctenopteris vilosissima W.J. Harley
- Ctenopteris vulgaris (L.) Newman
- Ctenopteris zenkeri Tardieu